# Saqaliba

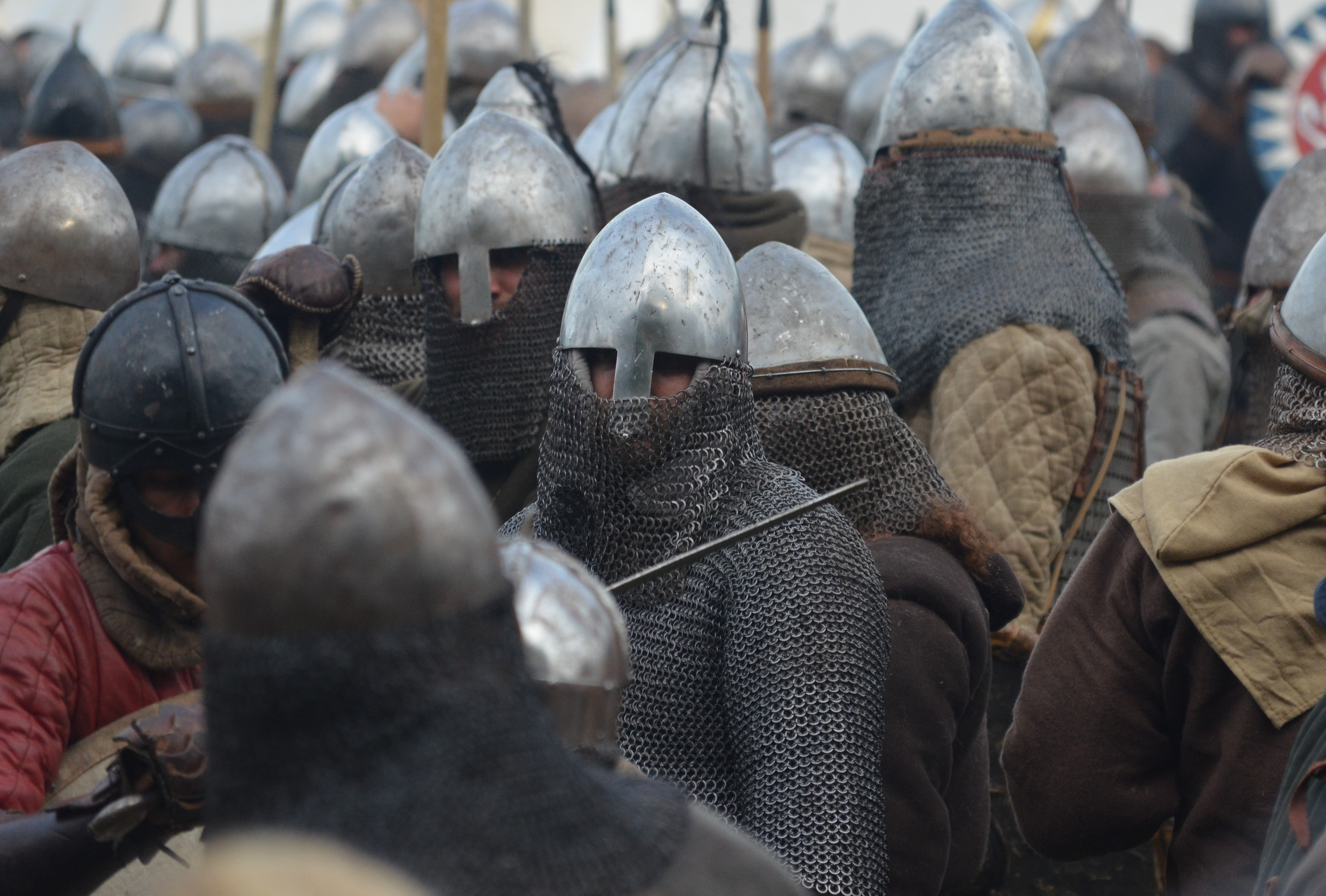
Reconstructie van de Saqaliba in 2019

Saqaliba (Arabisch: صقالبة, Saqaliba) waren slaven van Slavische oorsprong in de islamitische wereld gedurende de Middeleeuwen: in het Midden-Oosten, Algerije, Marokko, Tunesië, Sicilië en Iberië.

## Terminologie
Er wordt algemeen van uitgegaan dat het afgeleid was van het Byzantijns-Griekse Sklavinoi waarmee de Slavische volkeren aangeduid werden. De term werd uiteindelijk niet slechts voor etnisch Slavische, maar voor alle Centraal- tot Oost-Europese slaven in de islamitische wereld gebruikt.

## Geschiedenis
Er waren verschillende handelswegen waarlangs de slavenhandel plaatsvond: door Centraal-Azië (het Mongoolse Rijk, de Gouden Horde, Chazaren, etc.), het Byzantijnse Rijk, en in West-Europa via het Frankische Rijk naar Al-Andalus. De handelsroute over de Wolga zowel als andere handelsroutes werden volgens Ibrahim ibn Yaqub onderhouden door de Joodse Radhanieten.
Volgens Theophanes vestigde kalief Moe'awija I van de Omajjaden in de jaren 660 een leger van 5.000 Slavische huurlingen in Syrië.
De Perzische geograaf Ibn Chordadhbeh schreef dat voor het einde van de dynastie der Sassaniden in 641 de vorsten van het Groot-Bulgaarse Rijk de titel van Koning der Saqaliba droegen. Ook de Arabische reiziger Ibn Fadlan (fl. 921–22) noemde de heerser van Wolga-Bulgarije Koning der Saqaliba.
Volgens de Perzische geleerde Abū Zaid al-Balchī (850–934) waren er drie centra der Saqaliba:
Kuyaba (waarschijnlijk Kiev), Slawiya (waarschijnlijk de Ilmenslovenen), en Arthania (mogelijk Sarskoje gorodisjtsje of Timerjovo).
In de islamitische wereld waren de Saqaliba werkzaam als huispersoneel, haremvrouwen, eunuchs, ambachtslieden, soldaten en lijfwachten. In het Iberisch schiereiland, Marokko, Damascus en Sicilië was hun militaire betekenis te vergelijken met de Mammelukken in het Ottomaanse Rijk. Na de val van het Kalifaat van Córdoba werden sommige Saqaliba heersers van taifas in Iberië. Zo organiseerde Naya al-Siqlabi een opstand van de Saqaliba in de taifa Dénia en vestigde zich als heerser.